# Leucanopsis liparoides
Leucanopsis liparoides là một loài bướm đêm thuộc phân họ Arctiinae, họ Erebidae.